# علوم مقدماتی

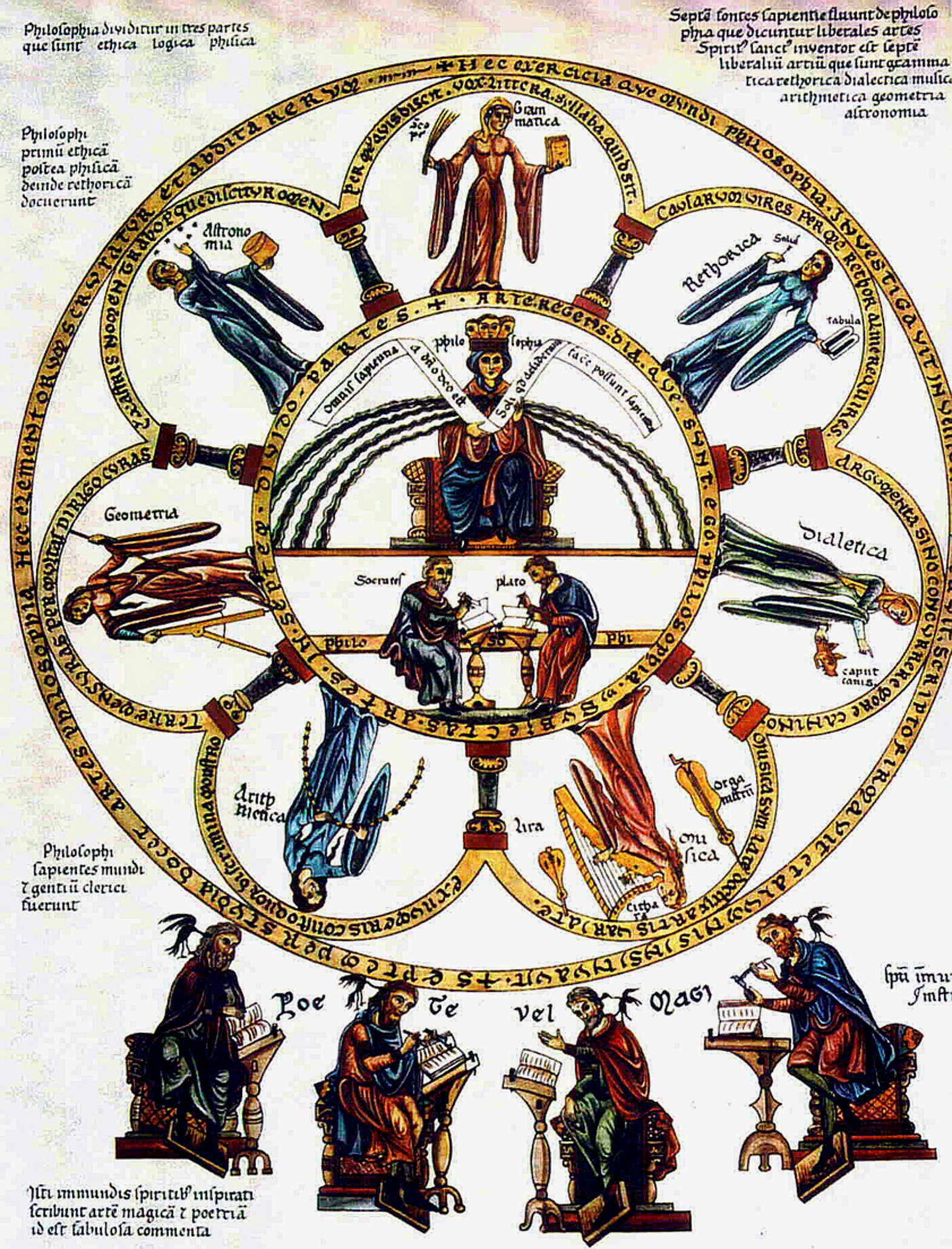
هفت علم مقدماتی در قرن دوازدهم میلادی

علومِ مقدّماتی یا مقدّمات یا فنون متحرر یا هنر آزاد (به انگلیسی liberal arts) در اروپای قرون وسطی به هفت علمی گفته می‌شد که محصلان در همهٔ رشته‌ها باید به یادگیری آن‌ها اهتمام می‌ورزیدند.

## تاریخچه
در سدهٔ پنجم میلادی بنا به تعریف مارتیانوس کاپلا علوم مقدماتی شامل دستور زبان، علم جدل، علم بلاغت، هندسه، حساب، نجوم و موسیقی می‌شد.

در دانشگاه‌های قرون وسطی در مغرب زمین، علوم مقدماتی شامل موارد زیر بودند:

علوم سه‌گانه (Trivium)
1. دستور زبان
2. بلاغت
3. منطق

علوم چهارگانه (Quadrivium)
1. حساب
2. نجوم
3. موسیقی
4. هندسه